# Каркатеєви
Каркате́єви (рос. Каркатеевы) — селище у складі Нефтеюганського району Ханти-Мансійського автономного округу Тюменської області, Росія. Адміністративний центр та єдиний населений пункт Каркатеєвського сільського поселення.
Населення — 1738 осіб (2017, 1850 у 2010, 1737 у 2002).
Національний склад станом на 2002 рік: росіяни — 68 %.
Стара назва — Каркатеєвський.